# Black Clover
Black Clover (яп. ブラッククローバー, дос. «Чорна Конюшина») — фентезійна сьонен-манґа за авторством Юкі Табата. Дії розгортаються у світі, де кожен має здатність використовувати магію, проте юнак на ім'я Аста народився без будь-якої магічної сили. Він отримав рідкісний гримуар, що надає йому антимагічні здібності. Разом зі своїми товаришами-чарівниками з Чорних Биків, Аста планує стати наступним Королем Чарівників.
Манґа публікується в щотижневому журналі Weekly Shōnen Jump видавництва Shueisha. Початком аніме-адаптації стала односерійна OVA, яка вийшла 27 листопада 2016 року. Її створенням займалась студія XEBECzwei. 3 жовтня 2017 року відбулась прем'єра аніме-серіалу, видавництвом якого займалась Studio Pierrot.

## Сюжет
У світі представлено 4 королівства, які відповідають мастям французьких картах: Піка (англ. Spade), Конюшина (англ. Clover, трефа), Діамант (англ. Diamond, бубна) та  Серце (англ. Heart, чирва). Події в основному відбуваються в королівстві Конюшини.
Одного разу на людей королівства Конюшини напав могутній демон. Здавалося, що людство буде знищено, але з'явилася людина, яка змогла самотужки здолати демона й урятувати людей. Його прозвали Королем Чарівників.
Через 500 років, в одному церковному притулку ростуть сироти Аста і Юно, яких знайшли біля порога притулку. У той час як усі народжуються зі здатністю використовувати ману як магічну силу, Аста не має магії. Він низький та галасливий, вирішує зосереджується на розвитку фізичної сили. На противагу йому, Юно – високий і спокійний хлопець, що має потужну магічну силу і талант керувати магією вітру. Обидва прагнуть стати наступним Королем Чарівників і розвивають дружнє суперництво. Юно отримує легендарний чотирилисний ґримуар, який колись належав першому Королю Чарівників – рідкісну і потужну книгу, яка видається тільки найвидатнішим магам. Попри відсутність магії, Аста отримує загадковий п'ятирилисний ґримуар, що містить у собі меч і безтілесного представника раси демонів, який володіє рідкісною антимагією. Обидва приєднуються до загонів Магічних Лицарів, щоб здійснити свої амбіції: Аста вступає до Чорних Биків під керівництвом Ямі Сукехіро разом з Ноель Сільвою, а Юно стає членом Золотого Світанку.
Їхні пригоди приводять їх до боротьби з екстремістською групою під назвою Око Північного Сонця, якою маніпулює демон, що прагне помститися за давню несправедливість проти ельфів з боку Королівства Кловер. Потім Магічні Лицарі стикаються з Темною Тріадою Королівства Піка, розкриваючи вплив демонів на їхнє життя та план Тріади щодо повного впровадження демонів у їхній світ. Нарешті, вони протистоять найстаршому з Темної Тріади, Луцію Зогратісу, який прагне створити свій власний ідеальний світ.

## Манґа
Юкі Табата опублікував Black Clover в дванадцятому випуску Shueisha's shōnen manga, щотижневому Weekly Shōnen Jump 16 лютого 2015 року. Black Clover є другою манґою за авторством Табата в Weekly Shōnen Jump: першою була Hungry Joker (ハングリージョーカーHangurī Jōkā), яка була запущена 12 листопада 2012 року. Hungry Joker налічує 24 розділи й випускалася аж до скасування у 2013 році.
9 лютого 2015 року Viz Media оголосила, що вони опублікують перші три розділи серії в цифровому журналі Weekly Shonen Jump, в рамках своєї програми «Jump Start». 30 березня 2015 року вони оголосили, що серія продовжить виходити в щотижневому форматі, починаючи з 4-го розділу. 9 жовтня 2015 року на New-York Comic Con було офіційно заявлено, що серія буде виходити в паперовому варіанті.
З 2 лютого 2018 у журналі Shueisha's Saikyō Jump почала публікуватися спін-оф манґа в комедійному жанрі під назвою «Аста прагне до титулу Короля Магів!» (アスタくん魔法帝への道Asta -kun Mahōtei e no Michi), малюнком займається Setta Kobayashi. 7 жовтня 2018, почала виходити манґа за мотивами гри Black Clover: Quartet Knights.

## Аніме
Найперша аніме-адаптація була показана на «Jump Fest» в листопаді 2016 року. Це була односерійна OVA, виробництвом якого займалася студія XEBECzwei. Вона йшла в комплекті з 11 томом манґи. Другий OVA епізод вийшов 25 листопада 2018 року (виробництво Pierrot).
30 грудня 2016 на Jump Fest було оголошено, що виробництвом першого сезону аніме буде займатися Studio Pierrot. Трансляція першої серії відбулася 3 жовтня 2017 на TV Tokyo. Спочатку планувалося 13 епізодів, але пізніше це число збільшили до 51. 3 вересня 2018, Crunchyroll оголосив, що Чорна Конюшина продовжить транслюватися до 64 епізоду. 6 грудня 2018 офіційний обліковий запис Твіттер анонсував, що адаптація продовжиться відразу ж після 64 серії.29[джерело?] 12 лютого 2019 офіційний сайт адаптації оголосив, що в серіалі «Black Clover» буде мінімум 102 серії.
Станом на 1 липня 2019 року заплановано початку показу короткометражних серій, виконаних у тібі стилі.29[джерело?]
2 жовтня 2019 року стало відомо, що серіал був продовжений до 154 серії.29[джерело?]
Наразі серіал налічує 170 серій.
Початкова і завершальна теми:
1. Haruka Mirai (яп.ハルカミライ, укр.. Далеке Майбутнє) — виконавець початкової теми Kankaku Pierrot, Aoi Honoo (яп.青い炎, укр. Тьмяне полум'я) — виконавець кінцевої теми Itowokashi (еп. 1 — 13)
2. PAiNT it BLACK (укр. Зафарбуй їх чорним) — виконавець початкової теми BiSH, Amazing Dreams (укр. Дивовижні мрії) — виконавець кінцевої теми SWANKY DANK (еп. 14 — 27)
3. Black Rover (укр. Чорний блукач) — виконавець початкової теми Vickeblanka, Black to the dreamlight (укр. Чорнота для світла мрії) — виконавець квгцевої теми EMPiRE (еп. 28 — 39)
4. Guess Who is Back (укр. Вгадайте, хто повернувся) — виконавець початковох теми Koda Kumi, four (укр. Чотири) — виконавець кінцевої теми FAKY (еп. 40 — 51)
5. Gamushara (яп.ガムシャラ, укр. Нерозважливо) — виконавець початкової теми Miyuna, Tenjou Tenge (яп. 天上天下, укр. Між небесами і землею) — виконавець кінцевої теми Miyuna (еп. 52 — 64)
6. Rakugaki Page (яп. 落書きペイジ, укр. Сторінка каракулей) — виконавець початкової теми Kankaku Pierrot, My Song My Days (укр. Моя пісня, мої дні) — виконавець кінцевої теми SOLIDEMO with Sakuramen (еп. 65 — 76)
7. JUSTadICE (укр. Правосуддя) — виконавець початкової теми Seiko Oomori (еп. 77 — 94), Hana ga Saku Michi (яп. 花が咲く道, укр. Дорога, де цвітуть квіти) — виконавець кінцевої теми THE CHARM PARK (еп. 77 — 89)
8. Sky & Blue (укр. Синява неба) — виконавець початкової теми GIRLFRIEND (еп. 95 — 102), Against the gods (укр. Проти Богів) — виконавець кінцевої теми M-Flo (еп. 90 — 102)
9. RiGHT NOW (укр. Прямо зараз) — виконавець початкової теми EMPiRE (еп. 103 — 115), Jinsei wa Senjō da (яп.人生は戦場だ, укр. Життя — це поле битви) — виконавець кінцевої теми Kalen Anzai (еп. 103 — 115)
10. Black Catcher (укр. Чорний ловець) — виконавець початкової теми Vickeblanka, New Page (укр. Нова сторінка) — виконавець кінцевої теми INTERSECTION (еп. 116 — 128)
11. Stories (укр. Історії) — виконавець початкової теми Snow Man, Answer (укр. Розгадка) — виконавець квнцевої теми Kaf (еп. 129 — 140)
12. Everlasting Shine (яп. 永遠に光れ, укр. Вічне сяйво) — виконавець початкової теми TXT, A Walk (укр. Прогулянка) — виконавець кінцевої теми Gakuto Kajiwara (еп. 141 — 157)
13. Grandeur (укр. Велич) — виконавець початкової теми Snow Man, BEAUTIFUL (укр. Гарний) — виконавець кінцевої теми TREASURE (еп. 158 — 170)

## Відеоігри
На «Jump Fest 2017» була анонсована комп'ютерна гра Black Clover: Quartet Knights, яка вийшла в Японії 13 вересня 2018 на PC і Play Station. Гра для смартфонів Black Clover: Dream Knights вийшла в Японії 14 листопада 2018.

## Критика
Перший том досяг 23 місця в чарті щотижневої манґи Oricon. Всього було продано 38 128 копій. Другий том був уже на 17-му місці, від 61 918 копій. Третій том на 17 місці, з 80 462 копій. З кожним томом кількість копій тільки збільшувалася. Станом на січень 2019 манґа налічує 7 млн примірників.